# Yamparáez (provincie)
Yamparáez is een provincie in het departement Chuquisaca in Bolivia. De provincie heeft een oppervlakte van 1472 km² en heeft 26.577 inwoners (2012). De hoofdstad is Tarabuco.
Yamparáez is verdeeld in twee gemeenten:
- Tarabuco
- Yamparáez

Belisario Boeto · 
Hernando Siles · 
Jaime Zudáñez · 
Juana Azurduy de Padilla · 
Luis Calvo · 
Nor Cinti · 
Oropeza · 
Sud Cinti · 
Tomina · 
Yamparáez